# Sonya Hedenbratt
Sonya Elisabet Hedenbratt Bolin, född 4 mars 1931 i Oscar Fredriks församling i Göteborg, död 5 april 2001 i Domkyrkoförsamlingen i Göteborg, var en svensk jazzsångare, skådespelare och revyartist.

## Biografi
Hedenbratt föddes på Fjällgatan 16 i stadsdelen Masthugget i Göteborg, därefter bodde hon på Klamparegatan 21. Hon kom tidigt i kontakt med jazzmusiken, främst genom sin äldre bror, Östen Hedenbratt, som var musiker. Det var han som tog med Sonya till dansstället Kungshall där hon som sjuttonåring gjorde sina första scenframträdanden. Hon vann en sångtävling 1951 och blev korad till "Göteborgs Doris Day". Hon fick en pokal och en hundralapp för prestationen.

### Revyer med Hasse och Tage
Sedan följde framträdanden med Malte Johnsons orkester innan Arne Domnérus lockade henne till Nalen i Stockholm. Hedenbratt återvände sedan till hemstaden och förblev den trogen under resten av sitt liv. Hon gifte sig 16 november 1957 med Ingemar Bolin (1932–1975). Hedenbratt återkom  till Stockholm för kortare gästspel. Bland annat hoppade hon in för Monica Zetterlund i Hasse och Tages första revy Gröna Hund på Gröna Lund 1962, där hon sjöng om stockholmsförorten Rågsved. Hon gjorde också en TV-show med Svend Asmussen och Hoagy Carmichael under den senares besök i Sverige.
Samarbetet med Hasse och Tage fortsatte i revyerna Konstgjorda Pompe 1963 och Gula Hund 1964. Hon var även med i deras första film Svenska bilder. Hedenbratt spelade också i Beppe Wolgers kabaréer Farfars barnbarn 1963 och Farfars gladbarn 1965 (på gamla Hamburger Börs) och i TV-serien Partaj.

### Sångare
Jazzen gjorde Hedenbratt erkänd som artist, men riktigt folkkär blev hon genom TV-serierna Jubel i busken och Låt hjärtat va me tillsammans med Sten-Åke Cederhök. Hedenbratt och Cederhök blev företrädare för den folkliga humorn som kallades buskis. De showade tillsammans på Valand i Göteborg, turnerade i folkparkerna, spelade revy på Lisebergshallen och på Berns i Stockholm. Det var i Jubel i busken som Sonya sjöng om Sofie Propp och Min karl lelle Richard. Den förstnämnda låten hamnade till och med på Svensktoppen 1969.
På 1990-talet turnerade hon med en jazztrio under ledning av kapellmästaren Sven-Eric Dahlberg, Hedenbratts ständige följeslagare under många år.
Hedenbratt ansåg sig aldrig vara någon stor skivartist och därför blev det rätt glest mellan grammofonskivorna. Hennes första skivinspelningar kom ut 1951, och första LP:n kom 1968 och innehöll engelska music hall-melodier med svenska texter. Hennes första riktiga jazzplatta kom inte förrän 1978. År 1989 samlade hon sina jazzvänner och spelade in albumet My best friends och 1992 kom göteborgsskivan Mamma Blå med texter av Viveca Sundvall.

### Skådespelare
Hedenbratt var även skådespelare. Hon spelade moster Emma i Ingmar Bergmans Fanny och Alexander 1982, medverkade i TV-produktioner som Blå gatan, Mor gifter sig, Taxibilder och kammarspelet Fönstret av Tove Jansson. Under 1980-talet var hon programvärd för TV-serier som Sonya med Y och Jazzmormor.

### Sista åren
Sonya Hedenbratt bestämde sig för att dra sig tillbaka från rampljuset 1999. Hon avtackades av vänner och artistkollegor med en stor hyllningsföreställning den 10 maj på Lorensbergsteatern i Göteborg, som sändes i SVT2 den 25 juni 1999.
Hon avled 2001, 70 år gammal. Hon var då folkbokförd i stadsdelen Stampen i Göteborg
och är begravd på Östra kyrkogården i Göteborg.

## Filmografi
- 1964 – Svenska bilder
- 1966 – Syskonbädd 1782
- 1974 – Rulle på Rullseröd (julkalender)
- 1976 - Fönstret
- 1979 – Mor gifter sig (TV-serie)
- 1980 – Sverige åt svenskarna
- 1982 – Fanny och Alexander
- 1984 – Taxibilder (TV-serie)

## Teater

### Roller
| År   | Roll        | Produktion                                         | Regi            | Teater           |
| ---- | ----------- | -------------------------------------------------- | --------------- | ---------------- |
| 1964 | Medverkande | Gula hund, revy Hans Alfredson och Tage Danielsson | Tage Danielsson | Chinateatern     |
| 1966 | Medverkande | AHA, revy Gösta Bernhard och Stig Bergendorff      | Bo Hermansson   | Lisebergsteatern |

## Diskografi
- 1951 - Aba daba. - Alexander's ragtime-band. Med Kenneth Fagerlunds kvintett. 78. Odeon SD 5602.
- 1951 - Mister and Mississippi. - What is this thing called love. Med Kenneth Fagerlunds trio. 78. Odeon SD 5614.
- 1952 - Stormy weather. - Boogie blues. Med Kenneth Fagerlunds kvintett. 78. Odeon SD 5609.
- 1952 - Dedicated to you. - Perdido. Med Gunnar Svenssons septett. 78. Odeon SD 5616.
- 1952 - Lullaby of Broadway. - Destination moon. Med Simon Brehms kvintett. 78. Odeon SD 5639.
- 1952 - Tenderly. - Wonderwhy. Med Simon Brehms kvintett. 78. Odeon SD 5642.
- 1953 - Botch-a-me. - Foxtrot. - Zing en liten zong. Med Putte Wickmans sextett. 78. Odeon SD 5689.
- 1953 - Manhattan. - Three little words. - Carioca. - Somebody loves me. EP. Metronome MEP 21.
- 1955 - Danssalongen: För sent. - Om du är min hjärtevän. - Lyckans tårar. - Om du trår mot en vår. EP. Metronome MEP 137.
- 1956 - Jag blir kär för lätt. - Har någon sett min brud? Med Malte Johnsons orkester. 78. Triola T 7012.
- 1956 - Ta mej i famn. - Cry me a river. Med Malte Johnsons orkester. 78. Triola T 7013.
- 1956 - Kärlekens gåta. - S:t Louis blues. Med Malte Johnsons orkester. 78. Triola T 7014.
- 1956 - All of me. - He's funny that way. - I can't give you anything but love. - The nearness of you. EP. Roulette ROEP 1018.
- 1962 - Du Sonya. Med Jan Johanssons trio. EP. Megafon MFEP 11. 1962.
- 1964 - Sonya (Hedenbratt, alltså!) sjunger svenska ord. EP. Svenska ljud LJUD 4.
- 1968 - Sonya. LP. Amigo AMLP 806, 1968. - Återutg. på cd 2001 som Amigo AMCD 806. och på cd 2008 som Cosmos PGM-3342388-3
- 1971 - Kal å Ada jubilerar. Sten-Åke Cederhök & Sonya Hedenbratt. LP. PEP PLP-10001.
- 1976 - Malte Johnsons orkester på Liseberg 1955-1957. LP. Telestar TR 11169. - Sång på spår 3, 4, 5, 7, 13, 15
- 1979 - But not for me. LP. Tonart 1.
- 1986 - All of me. Med Visby Big Band. LP. Phontastic PHONT 7573. - Phontastic : PHONT CD 9314.
- 1989 - My best friends. Med Sävedalen Big Band. LP. Intim musik IMLP 3 Även utg. på CD. Intim musik IMCD 3.
- 1992 - Mamma blå - Ditt o datt med Hedenbratt. CD. Imogena IGCD 025.
- 1994 - All of me = Alltihop! Visby storband featuring Sonya Hedenbratt, Arne Domnérus and Rune Gustafsson & others. LP. Phontastic PHONT CD 9314.
- 1996 - Just idag! CD. Invision Group INV CD 008.
- 1999 - Godbitar med Sonya 1951-1997. CD. Invision Group INVCD 011.
- 2011 - Sonya Hedenbratt. CD-digipack. Vax Records 1031-1032. - Inspelningar 1951-1956.

Medverkan i kabaréer och revyer
- 1963 - Konstgjorda Pompe. I: Gröna hund / regi Tage Danielsson. Konstgjorda Pompe / regi Hans Alfredson, Tage Danielsson. DVD. Pan Vision VR07-1969 Utgiven i boxen Hasse & Tage - samlade revyer.
- 1964 - Gula hund. I: Gula hund ; Spader, Madame / regi, manus Tage Danielson. DVD. Pan Vision VR07-1970 Utgiven i boxen Hasse & Tage - samlade revyer.
- 1965 - Farfars gladbarn. Med Lasse Bagges orkester. LP. Philips PL 08225.
- 1969 - Jubel i busken. Ur TV-serien "Låt hjärtat va' me'".Sonya Hedenbratt, Sten-Åke Cederhök, Elvy Bengtsson, Rulle Lövgren, Olle Olsson, Nisse Peters & Marita Örngren. LP. Philips PY 842568. - Även som lågprisutgåva Sonora 6394068.
- 1971 - Mera Jubel i busken. Ur nya TV-serien "Låt hjärtat va' me'". Sonya Hedenbratt, Sten-Åke Cederhök, Nisse Peters & Skyliners. LP. Philips 6316007. - Även som lågprisutgåva Sonora 6394069.
- 1973 - Jubel i busken 3. Ur tredje TV-serien. Sonya Hedenbratt, Sten-Åke Cederhök & Nisse Peters. LP. Philips 6316030. - Även som lågprisutgåva Sonora 6394080.
- 2001 - Jubel i busken. Glimtar ur en buskisrevy. Insp. Lisebergshallen 18 och 19 juni 1986. LP. Goodwill GWLP 2057. Även som CD Goodwill  2057 2.

## Hedrad
Flera av Göteborgs spårvägars spårvagnar är namngivna efter kända göteborgsprofiler. Vagn M31 314 bär Sonya Hedenbratts namn.
Även en gata i det nybyggda bostadsområdet i Örgryte längs med Delsjövägen är namngivet efter denna göteborgsprofil.
Sonyas kulturhus, döpt efter Hedenbratt, beräknas börja byggas på Masthuggstorget 2026.